# João Vicente de Castro
João Vicente Barbosa da Silva de Castro (Rio de Janeiro, 27 de março de 1983) é um ator, apresentador, comediante e publicitário brasileiro. Ele é um dos fundadores do canal Porta dos Fundos, estreou na televisão na série A Mulher do Prefeito e em telenovelas em Rock Story. Interpretou seu primeiro protagonista na telenovela Espelho da Vida.

## Biografia
João Vicente de Castro é filho da estilista Gilda Midani com Tarso de Castro, um dos fundadores do jornal O Pasquim, veículo de oposição à ditadura militar brasileira. Além de ser neto de Múcio de Castro. Seu pai morreu de cirrose hepática em 1991. De Castro acabou indo morar com o padrinho, o cantor Caetano Veloso, e sua esposa, a produtora Paula Lavigne, quando tinha oito anos. Isso porque, à época da morte de seu pai, sua mãe estava grávida de sua meia-irmã, Ana, que nasceu uma semana depois da morte de seu pai. Ele morou sozinho em Nova Iorque aos treze anos de idade. João é vegetariano e ativista pelos direitos dos animais, e membro da organização não governamental Ampara Animal.

## Carreira
João Vicente de Castro estudou teatro na Casa das Artes de Laranjeiras, atuou como publicitário na empresa W/Brasil, de Washington Olivetto, em São Paulo, foi assistente de direção na Natasha Filmes e roteirista do Caldeirão do Huck. Em 2012, de Castro fundou, em parceria com Ian SBF, Fábio Porchat, Gregório Duvivier e Antonio Pedro Tabet, o canal no YouTube Porta dos Fundos no qual ele interpreta vários personagens nos vídeos que são publicados. Já em 2013, estreou na na televisão na série A Mulher do Prefeito produzida pela Rede Globo em parceria com a O2 Filmes. Em 2014, integrou o elenco da série Lili, a Ex ao lado de Maria Casadevall, Priscila Fantin e Felipe Rocha. De Castro participou da primeira e segunda temporadas da série exibidas em 2014 e 2016, respectivamente. O ator interpretou Wagner na série O Grande Gonzalez, a primeira série do produzida pelo canal Porta dos Fundos para a televisão, a qual foi exibida pela Fox Brasil em novembro de 2015. Na mesma época estreou como apresentador no programa Papo de Segunda do canal GNT.

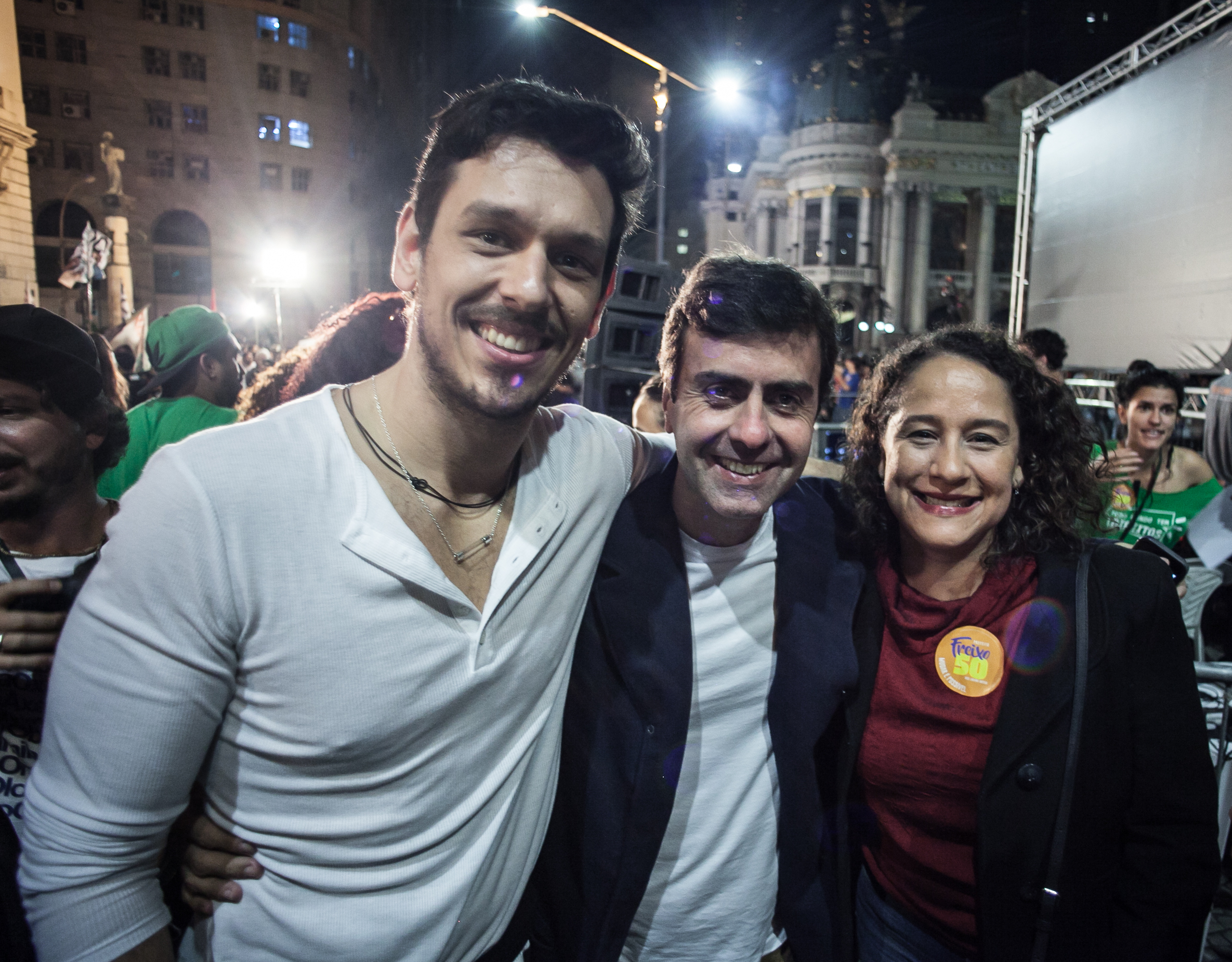
De Castro (esquerda), Marcelo Freixo (centro) e Luciana Boiteux (direita) durante a campanha eleitoral das eleições municipais de 2016

No ano de 2016, De Castro fez sua estreia em telenovelas em Rock Story, folhetim exibido no horário das 19 horas onde deu vida ao personagem Lázaro Vasconcelos. No mesmo ano, porém no cinema, o ator participou do filme de comédia Porta dos Fundos: Contrato Vitalício. Este foi o primeiro longa-metragem produzido pelo Porta dos Fundos. De Castro ainda deu voz ao personagem José Tequila na dublagem brasileira do filme de animação 3D Festa da Salsicha. Em 2018, interpretou seu primeiro protagonista de telenovela em Espelho da Vida, trama na qual o ator interpretava dois personagens Alain Dutra e Gustavo, Marquês de Torga. Ainda em 2018, integrou o elenco do filme Mulheres Alteradas ao lado de nomes como Alessandra Negrini, Deborah Secco, Sergio Guizé e Monica Iozzi. No ano seguinte fez uma participação na segunda temporada da série Carcereiros durante o episódio “Mão no Fogo”, além de interpretar Belchior no especial de Natal do Porta dos Fundos A Primeira Tentação de Cristo.

## Vida pessoal
Em maio de 2009, João começou a namorar a atriz e cantora Cleo, com quem se casou em 2010. Em dezembro de 2012, foi anunciado o fim do casamento. Em maio de 2013, assumiu namoro com a apresentadora Sabrina Sato. O relacionamento chegou ao fim em maio de 2015.
O artista possui ascendência uruguaia, portuguesa, austríaca e indígena.

## Filmografia

### Televisão
| Ano       | Título                         | Personagem                                           | Nota(s)                               |
| --------- | ------------------------------ | ---------------------------------------------------- | ------------------------------------- |
| 2012      | O Fantástico Mundo de Gregório | João                                                 | Episódio: "Gregório Força Amizade..." |
| 2013      | A Mulher do Prefeito           | Liosvaldo                                            |                                       |
| 2014–2016 | Lili, a Ex                     | Reinaldo                                             |                                       |
| 2015      | O Grande Gonzalez              | Wagner Soares                                        |                                       |
| 2015–     | Papo de Segunda                | Apresentador                                         |                                       |
| 2016–2017 | Rock Story                     | Lázaro Vasconcelos                                   |                                       |
| 2017      | A Família Ventura              | David Santana                                        |                                       |
| 2018–2019 | Espelho da Vida                | Alain Dutra Gustavo Bruno de Lures, Marquês de Torga |                                       |
| 2019      | Carcereiros                    | Davi Gusmão                                          | Episódio: "Mão no Fogo"               |
| 2022      | Domingão com Huck              | Jurado                                               | Quadro: “Acredite em Quem Quiser”     |
| 2022      | Quem Salva Quem                | Apresentador                                         |                                       |
| 2023      | Let Love                       | Apresentador                                         |                                       |
| 2025      | Não Importa                    | Apresentador                                         |                                       |
| 2025      | LOL: Se Rir, Já Era!           | Participante (10º lugar)                             | Temporada 4                           |
| 2025      | Vale Tudo                      | Renato Fillipeli                                     |                                       |
| 2025      | Encantado's                    | Renato Fillipeli                                     | Episódio: "Vale Tudo"                 |

### Cinema
| Ano  | Título                                   | Personagem             | Nota(s)        |
| ---- | ---------------------------------------- | ---------------------- | -------------- |
| 2013 | Porta dos Fundos: Arca de Noé            | Djair                  |                |
| 2014 | A Noite da Virada                        | Rica                   |                |
| 2014 | Refém                                    |                        | [ 33 ]         |
| 2015 | Ceia                                     | Judas                  | Curta-metragem |
| 2016 | Porta dos Fundos: Contrato Vitalício     | Luciano                |                |
| 2016 | Festa da Salsicha                        | José Tequila (voz)     | Dublagem       |
| 2018 | Mulheres Alteradas                       | Porteiro do condomínio |                |
| 2018 | A Vida Extraordinária de Tarso de Castro | Ele mesmo              | Documentário   |
| 2019 | A Primeira Tentação de Cristo            | Belchior               |                |
| 2021 | Te Prego Lá Fora                         | Barrabás               | Voz original   |

### Internet
| Ano           | Título           | Personagem           |
| ------------- | ---------------- | -------------------- |
| 2012–presente | Porta dos Fundos | Diversos Personagens |

## Prêmios e indicações
| Ano  | Prêmio                    | Categoria             | Trabalho     | Resultado | Ref.   |
| ---- | ------------------------- | --------------------- | ------------ | --------- | ------ |
| 2017 | Prêmio Contigo! de TV     | Melhor Ator Revelação | Rock Story   | Indicado  | [ 37 ] |
| 2017 | Melhores do Ano           | Melhor Ator Revelação | Rock Story   | Indicado  | [ 38 ] |
| 2018 | Prêmio Extra de Televisão | Revelação Masculina   | Rock Story   | Indicado  | [ 39 ] |
| 2019 | MTV Millennial Awards     | Arrasa no Style       | João Vicente | Indicado  | [ 40 ] |